# ویلی فرست
ویلی فرست (انگلیسی: Willi Forst؛ ۷ آوریل ۱۹۰۳ – ۱۱ اوت ۱۹۸۰) یک هنرپیشه، کارگردان، و خواننده اهل اتریش بود.